# Svislač
Lo Svislač (in bielorusso Свíслач, Сьвíслач,  S'víslač ; in russo Сви́слочь,  Svisloč') è un fiume della Bielorussia, tributario di destra della Beresina. Si sviluppa per 327 km di lunghezza.
Lo Svislač attraversa Minsk, capitale della Bielorussia.

## Affluenti principali
- A destra: Titovka, Talca, Blu, Nemiga
- A sinistra: Vyacha, Volma, Bolochanka, Zhytsinka, Botchi

## Città attraversate dallo Svislač
- Città: Minsk, Zaslaŭe
- Insediamento di tipo urbano: Svislač

## Bacino idrico|Bacini idrici
- Zaslavsky
- Krynitsa
- Drozdy
- lago Komsomol (Камсамольскае возера, Kamsamol'skae vozera)
- Chizhovsky
- Osipovichskoye

## Fauna
Si trovano: pesce persico, lasca, lucci, carpe, tinche.